# Физиологические условия
Физиологические условия — термин биологии, биохимии и медицины, обозначающий условия внешней или внутренней среды, которые могут встречаться в природе для данного организма или группы клеток в противовес искусственным, лабораторным условиям. Для большинства земных организмов под такими условиями обычно подразумевают температурный интервал 20-40 °С, атмосферное давление в одну атмосферу, pH 6,5-8, концентрацию глюкозы 1-20 мМ, атмосферную концентрацию кислорода и углекислого газа, физиологическую концентрацию основных неорганических ионов и нормальную земную гравитацию.